# Substrat (filosofi)
Substrat är en benämning inom filosofin på det underliggande subjekt som ting har, vilket bär upp egenskaperna.
Inom metafysiken finns det olika teorier om vad konkreta ting är. Till skillnad från teorier som hävdar att ting endast är knippen (på engelska bundles) av egenskaper så hävdar substrat-teoretikern att det finns något ytterligare hos tingen som består trots yttre förändringar, och som på ett intuitionsmässigt sätt kan förklara identitet över tid. Tingets identitet, menar man, ligger inte hos de kontingenta egenskaperna, utan hos det underliggande substratet som självt helt saknar egenskaper.
En känd substratteoretiker var John Locke som hävdade att det fanns någonting kvar hos tingen, efter att man "skalat bort" egenskaperna, nämligen substratet (även om han själv inte använde termen).